# J'étais à Nüremberg

J'étais à Nüremberg est un téléfilm français réalisé par André Chandelle et diffusé pour la première fois le 15 novembre 2011 sur France 3.

## Synopsis
Le téléfilm montre le Procès de Nuremberg, à travers les personnages de Pierre Bernard, procureur adjoint de la délégation française, et à ce titre membre de l'équipe de Robert Jackson, et de Nina, une jeune polonaise. Bernard doit s'occuper du volet concernant les juifs de France de l'accusation française ; Nina est une des traductrices du procès et également l’interprète de la délégation russe du ministère public.

## Erreurs

### Inexactitudes
Le téléfilm comporte certaines simplifications, inexactes historiquement :
- Il n'y eut pas de commission polonaise sur le massacre de Katyn, mais une commission internationale mise en place par les Allemands.
- La conférence de Wannsee et ce qu'elle a mise en place ne sont connus qu'en 1947, un an après la fin du procès, par la découverte du procès-verbal dans les affaires de Martin Luther.

### Confusion
- Champetier de Ribes se défend d'avoir voté les pleins pouvoirs à Hitler lorsqu'il était sénateur des Basses-Pyrénées. Évidemment Hitler n'a rien à voir dans cette affaire : c'est à Pétain que le sénateur avait refusé sa voix pour le vote concernant ses pleins pouvoirs.

## Fiche technique
- Scénario : Dan Franck et Pauline Baer
- Pays :  France
- Production :
- Musique : Angel Zabersky
- Son : Pierre-Yves Lavoué
- Durée : 90 minutes

## Distribution
- Serge Hazanavicius : Pierre Bernard[1]
- Elina Löwensohn : Nina
- Patrick Raynal : Champetier de Ribes
- Harry Anichkin : Robert Jackson
- Valentin Ganev (en) : Le juge Lawrence
- Julie Gayet : Marie-Claude Vaillant-Couturier
- Michel Jonasz : François Bloch[2], fondateur du centre de documentation juive
- Jean-Philippe Lafont : Hermann Göring
- Jorg Schnass : Deckerwolf
- Yavor Veselinov : Oleg Ivanov
- Petar Goranov : Rudenko
- Robin Cofaliev : Greg Nichols
- Dimiter Kuzov : Rudolf Hess